# オーバーン大学
オーバーン大学（Auburn University、AU）は、アメリカ合衆国アラバマ州のオーバーンにある州立大学。アラバマ大学と共に州の旗艦校に位置付けられている。理系に強い。
「U.S. News & World Report」の2024年ランキングでは、アラバマ州内1位、アメリカ国内では93位にランクされた。また、NASAに多くの人材を輩出していることで知られている。

## 歴史
1856年に創立し、1872年にランドグラント大学となった。

### 名称の歴史
- East Alabama Male College (1856–1872)
- Agricultural and Mechanical College of Alabama (1872–1899)
- Alabama Polytechnic Institute (1899–1960)

## スポーツ
オーバーン大学のスポーツ・チームは、タイガース(Tigers)と呼ばれ、NCAAのディビジョンI（フットボールはディビジョンI-A）のサウスイースタン・カンファレンス西地区に属している。特にカレッジ・フットボールで強豪として知られており、1957年にはナショナル・チャンピオンとなっている。2004年には13戦全勝したにもかかわらず、ランキングでは2位であった。他にも4度の全勝シーズン（1900, 1904, 1913, 1993）があるが、いずれにおいても1位にはランクされなかった。
2010年度シーズン、オーバーン大学はBCSナショナルチャンピオンシップゲームでオレゴン大学を破り、13戦全勝でシーズンを終了し、二回目の全米チャンピオンに輝いた。APランキング、USA TODAYランキング共に1位だった。

## アイアンボウル
- アラバマ大学とオーバーン大学の一戦はThe Iron Bowlと呼ばれ、アラバマ州のみならず全米でも伝統の一戦として全米中継される。1893年からの通算成績はオーバーン大37勝、アラバマ大50勝、1907年の試合は引き分けで終えている。2013年の試合ではオーバーンのデイヴィスが109ヤードのサヨナラタッチダウンを決め、当時APランク1位のアラバマを破る快挙を見せた、後にBCSナショナルチャンピオンシップ進出に貢献した。

## 著名な出身者
主要記事：w:List of Auburn University people
- ケン・マッティングリー - 宇宙飛行士
- トニ・テニール - 歌手
- リチャード・マイヤーズ - 軍人
- ジミー・ウェールズ - ウィキペディアの創始者
- チャールズ・バークレー - バスケットボール選手
- フランク・トーマス - 野球選手
- ティム・ハドソン - 野球選手
- テイラー・ヒックス - 歌手、アメリカン・アイドルの優勝者（3年で中退）
- ボー・ジャクソン - 野球選手・アメリカンフットボール選手
- ロウディ・ゲインズ - 水泳選手
- ティム・クック - アップルCEO
- ライオネル・リッチー - シンガー、ソングライター、ミュージシャン（大学院出身）
- キャム・ニュートン - アメリカンフットボール選手
- アレクシス・ヘンドリー - ソフトボール選手